# Nobody
《Nobody》，是韩国女子音樂组合Wonder Girls第一張迷你專輯《奇蹟年代：三部曲》（2008年）中的一首歌曲。2008年9月22日，南韓發行了数字下载单曲。这首歌由公园金年撰写，并參考意大利三重唱La La的作品《Johnny Johnny》中的一些元素。它在数小时内变得流行，成为各种数字音乐网站的首选搜索词。该歌曲以四种不同的语言录音和发布：韩语、英语、普通话與日语。
《Nobody》的现场表演录像《M Countdown》有一段时间是YouTube上最受欢迎的K-pop影片，直到2011年9月1日被少女时代的音乐录影带《Gee》超越。

## 背景和版本

### 韩国
該单曲是他们的第一个迷你专辑《The Wonder Years：Trilogy》的标题曲，在韩国極為成功，出售了4,648,973个数字下载。

### 北美
该集团的成员表示，英語版《Nobody》将于2009年在美国发布，作为他们的首次亮相。2009年6月26日發布於iTunes，一天后发布到亚马逊MP3。 Wonder Girls已经设立了官方YouTube帐户，并且包括英文版本的音乐视频。在2009年10月31日发行的《告示牌》百強單曲榜中，单曲排名76。该单曲已在美国中出售超过40万份，包括数字和實體版本。该单曲成为美国年度最畅销的实体单曲，并在《告示牌》热销单曲的年终榜单中排名第一。《Nobody》在美国销售了超过8万的下载。

### 中國大陸、台灣
2010年，Wonder Girls的台灣特别版精選輯进入華語市场，这是一張最受欢迎的专辑，其中包含了首张专辑中的十三首歌曲。除了他们的热门歌曲，中文版的《Tell Me》、《Nobody》和《So Hot》都在专辑中。DVD收錄了三首音乐錄影帶：《Tell Me》、《Nobody》和《So Hot》。
2011年中国移动无线音乐奖，Wonder Girls被授予“国外小组类别”的「最佳總數位下載獎」，基於5,371,903次下载銷售《Nobody》、《Tell Me》和《2 Different Tears》。

### 日本
2012年5月，Wonder Girls在日本的DefStar Records中發布了《Nobody》的日語版《Nobody〜あなたしか见えない〜》，在日本首演的 EP / DVD 於2012年7月25日发行。EP包含日文版的歌曲，而DVD包含他们的音乐錄影帶和现场表演錄影。

## 混音
为各种奖项表演和年终特辑制作了《Nobody》的各种混音。在2008年的M.Net KM音乐节（MKMF），Wonder Girls表演了探戈版和迪斯科版《Nobody》。其余的混音在2008年“金碟奖”上首次亮相，2009年10月11日，官方發布一個特別的《Nobody》混音版。这首歌的官方由美国混音发行。这个混音是由着名的美国DJ Jason Nevins完成的。

## 推广

### 韩国
Wonder Girls在2008年9月26-28日的周末正式回归，參與KBS的《音乐银行》、MBC的《音乐核心》及SBS的《颂歌》等節目的表演。10月底，该组合简要介绍了这首歌的“Rainstone 混音”。2015年8月8日，他们用“乐器版”与“2015年度复刻版”一起重現了这首歌。

### 美国
作為他们的美国直播电视首演，他们在FOX早上的谈话节目《Wendy Williams Show》中表演了《無人》。他们也在FOX的節目《所以你认为你可以跳舞]]》表演。
2014年，电影《馬達加斯加爆走企鵝》使用了《無人》。

### 日本
日本版《无人》的第一场现场表演是在东京由Crooz活动舉辦的2012年春季/夏季GirlsAward。Wonder Girls是唯一受邀的韩国团体，为參加开幕式的表演艺术團隊之一。

## 曲目
韓國迷你專輯
美國數位下載
1. Nobody（英語版）

| 美國單曲專輯 | 美國單曲專輯                                          | 美國單曲專輯 | 美國單曲專輯                                                                                     | 美國單曲專輯 |
| 曲序         | 曲目                                                  | 词曲         | 製作人                                                                                           | 时长         |
| ------------ | ----------------------------------------------------- | ------------ | ------------------------------------------------------------------------------------------------ | ------------ |
| 1.           | Nobody（J.Y. Park "The Asiansoul"、泫雅配唱背景人聲） | Park         | Park Woo Seok Rhee "Rainstone" Ho Yoon Moon "Moonworker" Jun Soo Nuh Brian Stanley Brian Gardner | 3:37         |
| 2.           | Nobody（Jason Nevins混音版）                          | Park         | Park Woo Seok Rhee "Rainstone" Ho Yoon Moon "Moonworker" Jun Soo Nuh Brian Stanley Brian Gardner | 3:35         |
| 3.           | Nobody（Karaoke）                                     |              |                                                                                                  | 3:34         |

混音專輯
1. Nobody（Jason Nevins混音版）
2. Nobody（Jason Nevins延長混音版）
3. Nobody（Jason Nevins混音純樂版）
4. Nobody（Jason Nevins延長混音純樂版）

日本迷你專輯

## 商業成績與榜單
| 排行榜（2008、2009年）   | 排行榜峰值 |
| ------------------------ | ---------- |
| 美國告示牌百強單曲榜     | 76         |
| 美國告示牌熱門潛力單曲榜 | 4          |

## 奖项
| 年份   | 頒獎典禮          | 獎項               | 結果 |
| ------ | ----------------- | ------------------ | ---- |
| 2008年 | Cyworld數位音樂獎 | 人氣歌曲獎（9月）  | 獲獎 |
| 2008年 | Cyworld數位音樂獎 | 人氣歌曲獎（10月） | 獲獎 |
| 2008年 | Mnet亞洲音樂大獎  | 年度歌曲           | 獲獎 |
| 2008年 | Mnet亞洲音樂大獎  | 最佳音樂錄影帶獎   | 獲獎 |
| 2009年 | 首爾音樂獎        | 數位音源賞         | 獲獎 |

## 发行历史
| 地區 | 發行日期      | 格式         | 廠牌            |
| ---- | ------------- | ------------ | --------------- |
| 南韓 | 2008年9月22日 | CD、數位下載 | JYP娛樂         |
| 美國 | 2009年6月26日 | 數位下載     | JYP娛樂         |
| 美國 | 2009年9月30日 | CD           | JYP娛樂         |
| 中國 | 2010年2月10日 | 數位下載     | JYP娛樂         |
| 日本 | 2012年7月25日 | CD           | DefSTAR Records |